# Славянка (Приозерский район)
Славянка (до 1948 года Паннусаари, фин. Pannusaari) — посёлок в Громовском сельском поселении Приозерского района Ленинградской области.

## Название
Название Паннусаари происходит от слов pannu (сковорода) и saari (остров, деревня на возвышенности). По-видимому, название деревни связано с её расположением на сильнопересеченной местности на берегу высохшего когда-то южного залива Комсомольского озера.
В начале 1948 года деревня Паннусаари была без каких-либо обоснований переименована в Славянку. Новое название закреплено указом Президиума ВС РСФСР от 13 января 1949 года.

## История

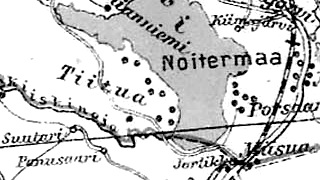
Деревня Паннусаари на финской карте 1923 года

До 1939 года деревня Паннусаари входила в состав волости Саккола Выборгской губернии Финляндской республики. К деревне относились хутора: Кивимяки, Рууналанмяки, Наскалинмяки, Кивихарью, Юляхарью, Лехтола. Поля деревни большей частью являлись высохшим дном прежнего, когда-то огромного озера, поэтому почвы здесь были очень плодородны. Основным занятием жителей этих мест было сельское хозяйство. Дополнительными были работа в лесу и торговля. Всего к 1939 году в деревне находилось 27 хозяйств.
С января 1940 года — в составе Карело-Финской ССР.
С 1 августа 1941 года по 31 июля 1944 года финская оккупация.
С 1 ноября 1944 года учитывалась в составе Юлимякского сельсовета Кексгольмского района. 
С 1 октября 1948 года — в составе Красноармейского сельсовета Приозерского района. В послевоенные годы в деревне был организован колхоз «Большевик». 
С 1 января 1949 года деревня Паннусаари стала учитываться, как посёлок Славянка в составе Красноармейского сельсовета Приозерского района.
С 1 февраля 1963 года — в составе Красноармейского сельсовета Выборгского района.
С 1 января 1965 года — вновь в составе Красноармейского сельсовета Приозерского района. В 1965 году население посёлка составляло 108 человек.
По данным 1966 года посёлок Славянка входил в состав Красноармейского сельсовета с административным центром в посёлке Громово
По данным 1973 и 1990 годов посёлок Славянка входил в состав Громовского сельсовета.
В 1997 году в посёлке Славянка Громовской волости проживали 17 человек, в 2002 году — 7 человек (все русские).
В 2007 году в посёлке Славянка Громовского СП проживали 7 человек, в 2010 году — 3 человека.

## География
Посёлок расположен в центральной части района на автодороге 41К-766 (подъезд к пос. Славянка).
Расстояние до административного центра поселения — 15 км.
Расстояние до ближайшей железнодорожной станции Громово — 4 км.
Посёлок находится близ южного берега Комсомольского озера.

## Демография
| 2007 | 2010 | 2017 |
| ---- | ---- | ---- |
| 7    | ↘3   | ↗6   |

## Улицы
Верхние Горки, Центральная.